# Indische Cricket-Nationalmannschaft in Südafrika in der Saison 2021/22
Die Tour der indischen Cricket-Nationalmannschaft nach Südafrika in der Saison 2021/22 fand vom 26. Dezember bis zum 23. Januar 2021 statt. Die internationale Cricket-Tour war Bestandteil der Internationalen Cricket-Saison 2021/22 und umfasste drei Tests und drei One-Day Internationals. Die Tests waren Teil der ICC World Test Championship 2021–2023, die ODIs der ICC Cricket World Cup Super League 2020–2023. Südafrika gewann die Test-Serie 2–1 und die ODI-Serie 3–0.

## Vorgeschichte
Südafrika spielte zuvor eine Tour gegen die Niederlande, die auf Grund von Corona-Fällen abgebrochen werden musste. Indien spielte eine Tour gegen Neuseeland. Das letzte Aufeinandertreffen der beiden Mannschaften bei einer Tour fand in der Saison 2019/20 in Indien statt. Am 4. Dezember 2021 wurde bekannt, dass die Tour um eine Woche verschoben und die geplanten vier Twenty20s verschoben wurden. Die Tour fand ohne Zuschauer statt.

## Stadien
Die folgenden Stadien wurden für die Tour als Austragungsort vorgesehen und am 6. Dezember 2021 bekanntgegeben:
| Stadion                 | Stadt        | Kapazität | Spiele          |
| ----------------------- | ------------ | --------- | --------------- |
| Centurion Park          | Centurion    | 22.000    | 1. Test         |
| Wanderers Stadium       | Johannesburg | 34.000    | 2. Test         |
| Newlands Cricket Ground | Kapstadt     | 25.000    | 3. Test; 3. ODI |
| Boland Park             | Paarl        | 10.000    | 1. & 2. ODI     |

## Kaderlisten
Südafrika benannte seinen Test-Kader am 7. Dezember 2021 und seinen ODI-Kader am 2. Januar 2022.
Indien benannte seine Test-Kader am 8. Dezember und seinen ODI-Kader am 31. Dezember 2021.
| Test | Test | ODI | ODI |
| Südafrika | Indien | Südafrika | Indien |
| --- | --- | --- | --- |
| - Dean Elgar (K) - Temba Bavuma (VK) - Quinton de Kock (wk) - Sarel Erwee - Beuran Hendricks - Marco Jansen - George Linde - Sisanda Magala - Keshav Maharaj - Aiden Markram - Wiaan Mulder - Lungi Ngidi - Anrich Nortje - Duanne Olivier - Keegan Petersen - Kagiso Rabada - Ryan Rickelton - Prenelan Subrayen - Glenton Stuurman - Rassie van der Dussen - Kyle Verreynne | - Virat Kohli (K) - KL Rahul (VK) - Mayank Agarwal - Ravichandran Ashwin - Jasprit Bumrah - Shreyas Iyer - Priyank Panchal - Rishabh Pant (wk) - Cheteshwar Pujara - Ajinkya Rahane - Wriddhiman Saha (wk) - Mohammed Shami - Ishant Sharma - Rohit Sharma - Mohammed Siraj - Shardul Thakur - Hanuma Vihari - Jayant Yadav - Umesh Yadav | - Temba Bavuma (K) - Keshav Maharaj (VK) - Quinton de Kock (wk) - Zubayr Hamza - Marco Jansen - Janneman Malan - Sisanda Magala - Aiden Markram - David Miller - Lungi Ngidi - Wayne Parnell - Andile Phehlukwayo - Dwaine Pretorius - Kagiso Rabada - Tabraiz Shamsi - Rassie van der Dussen - Kyle Verreynne | - KL Rahul (K) - Jasprit Bumrah (VK) - Ravichandran Ashwin - Yuzvendra Chahal - Deepak Chahar - Shikhar Dhawan - Ruturaj Gaikwad - Shreyas Iyer - Venkatesh Iyer - Ishan Kishan (wk) - Virat Kohli - Prasidh Krishna - Bhuvneshwar Kumar - Rishabh Pant (wk) - Mohammed Siraj - Washington Sundar - Shardul Thakur - Suryakumar Yadav |

## Tests

### Erster Test in Centurion
| 26. – 30. Dezember Scorecard | Centurion | Indien 327 (105.3) & 174 (50.3) | – | Südafrika 197 (62.3) & 191 (68) |
|                              |           | Indien gewinnt mit 113 Runs     |   |                                 |

Indien gewann den Münzwurf und entschied sich als Schlagmannschaft zu beginnen. Die Eröffnungs-Batter für Indien, KL Rahul und Mayank Agarwal konnten eine Partnerschaft über 117 Runs aufbauen. Agarwal verlor nach einem Fifty über 60 Runs sein Wicket und es folgte ihm Kapitän Virat Kohli, der sich an der Seite von Rahul etablieren konnte. Dieser verlor nach 35 Runs sein Wicket und wurde durch Ajinkya Rahane ersetzt. Während dieser Partnerschaft endete der Tag beim Stand von 272/3. Am zweiten Tag konnte auf Grund von Regenfällen nicht gespielt werden. Am dritten Tag verlor Rahul nach einem Century über 123 Runs aus 260 Bällen sein Wicket und auch sein Partner Rahana schied kurz darauf nach 48 Runs aus. Die verbliebenen Batter konnten keinen wichtigen Beitrag mehr spielen und so endete das Innings nach 327 Runs. Beste Bowler für Südafrika waren Lungi Ngidi mit 6 Wickets für 71 Runs und Kagiso Rabada mit 3 Wickets für 72 Runs. Südafrika verlor früh seine ersten vier Wickets bis sich Temba Bavuma und Quinton de Kock etablieren konnten. Nach einer Partnerschaft über 72 Runs schied De Kock nach 34 Runs aus, während Bavuma ein Half-Century über 52 Runs erzielen konnte. Von den Verbliebenen Battern war Kagiso Rabada mit 25 Runs der beste Schlagmann. Das Innings endete nach 197 Runs und einem Rückstand von 130 Runs. Bester indischer Bowler war Mohammed Shami mit 5 Wickets für 44 Runs. Bis zum Ende des Tages verlor Indien noch ein Wicket und so endete der Tag beim Stand von 16/1. Am vierten Tag verlor Indien früh weitere Wickets. KL Rahul konnte als Eröffnungs-Schlagmann 23 Runs erzielen und erst Rishabh Pant als siebter Batter konnte ihn mit 34 Runs überflügeln. So endete das Innings nach 174 Runs und einem Ziel von 305 Runs für Südafrika. Beste Bowler für Südafrika waren Kagiso Rabada mit 4 Wickets für 42 Runs und Marco Jansen mit 4 Wickets für 55 Runs. Von den Eröffnungs-Battern für Südafrika konnte sich Kapitän Dean Elgar etablieren. Allerdings konnte sich keiner seiner Partner für längere Zeit halten und so endete der Tag nach vier verlorenen Wickets beim Stand von 94/4. Am fünften Tag gesellte sich Temba Bavuma zu Elgar, wobei letzterer nach einem Half-Century über 77 Runs ausschied. In der Folge konnten sich auch die weiteren Partner von Bavuma nicht lange halten und so endete das Spiel mit einem Rückstand von 113 Runs, wobei Bavuma ungeschlagene 35* Runs erzielte. Beste Bowler für Indien waren mit jeweils drei Wickets Jasprit Bumrah für 50 Runs und Mohammed Shami für 63 Runs. Als Spieler des Spiels wurde KL Rahul ausgezeichnet.

### Zweiter Test in Johannesburg
| 3. – 6. Januar Scorecard | Johannesburg | Indien 202 & 266                | – | Südafrika 229 & 243-3 |
|                          |              | Südafrika gewinnt mit 7 Wickets |   |                       |

Indien gewann den Münzwurf und entschied sich als Schlagmannschaft zu beginnen. Kapitän KL Rahul eröffnete zusammen mit Mayank Agarwal am Schlag. Agarwal verlor nach 26 Runs sein Wicket und auch die folgenden Partner von Rahul taten sich schwer. Hanuma Vihari erzielte 20 Runs und in der Partnerschaft mit Rishabh Pant verlor Rahul nach einem Fifty über 50 Runs sein Wicket. Neben Pant, der 17 Runs erzielte, konnte sich Ravichandran Ashwin etablieren, der bis zu seinem ausscheiden 46 Runs erzielte. Das Innings endete nach 202 Runs. Beste Bowler für Südafrika waren Marco Jansen mit 4 Wickets für 31 Runs und Kagiso Rabada und Duanne Olivier die jeweils 3 Wickets für 64 Runs erzielen konnten. Südafrika verlor ein Wicket bis der Tag beim Stand von 35/1 endete. Am zweiten Tag schied Eröffnungs-Batter und Kapitän Dean Elgar nach 28 Runs aus und sein Partner Keegan Petersen fand mit Temba Bavuma einen neuen Weggefährten. Petersen verlor sein Wicket nach einem Half-Century über 62 Runs und wurde durch Kyle Verreynne ersetzt, der 21 Runs erzielte. Nach dessen Ausscheiden verlor kurz darauf auch Bavuma mit einem Fifty über 51 Runs sein Wicket. Von den verbliebenen Battern konnten dann noch Marco Jensen und Keshav Maharaj jeweils 21 Runs zu einem Vorsprung von 29 Runs nach dem ersten Innings beisteuern. Bester Bowler für Indien war Shardul Thakur mit 7 Wickets für 61 Runs. In ihrer Antwort konnte sich von den Eröffnungs-Battern Mayank Agarwal 23 Runs erzielen, bis er ausschied und der Tag beim Stand von 85/2 endete. Am dritten Tag waren es Cheteshwar Pujara und Ajinkya Rahane die zusammen eine Partnerschaft über 111 Runs erzielten. Rahane konnte dabei insgesamt 58 Runs erzielen und Pujara, der kurz nach ihm ausschied 53 Runs. Ihnen folgte Hanuma Vihari, der sich etablieren konnte. An seiner Seite erzielte Ravichandran Ashwin 16 Runs und Shardul Thakur 28 Runs. Nachdem Indien eine Vorgabe von 240 Runs gemacht hatte, endete das Innings mit Vihari der ungeschlagene 40 Runs aufzuweisen hatte. Beste südafrikanische Bowler mit jeweils 3 Wickets waren Lungi Ngidi für 43 Runs, Marco Jansen für 67 Runs und Kagiso Rabada für 77 Runs. In ihrem zweiten Innings konnte sich von den Eröffnungs-Battern zunächst Dean Elgar etablieren. An seiner Seite verloren zunächst Aiden Markram mit 31 Runs und Keegan Petersen mit 28 Runs ihre Wickets, bevor der Tag beim Stand von 118/2 endete. Der vierte Tag war zunächst von Regenfällen geprägt, so dass die ersten beiden Sessions ausfielen. Danach erzielte zunächst Rassie van der Dussen an der Seite von Elgar 40 Runs, bevor dieser mit Temba Bavuma die Vorgabe Indiens einholen konnte. Zu diesem Zeitpunkt hatte Elgar 96* Runs und Bavuma 23* Runs erzielt. Die Wickets für Indien hatten drei evrscheidene Bowler erzielt. Als Spieler des Spiels wurde Dean Elgar ausgezeichnet.

### Dritter Test in Kapstadt
| 11. – 14. Januar Scorecard | Kapstadt | Indien 223 (77.3) & 198 (67.3)  | – | Südafrika 210 (76.3) & 212-3 (63.3) |
|                            |          | Südafrika gewinnt mit 7 Wickets |   |                                     |

Indien gewann den Münzwurf und entschied sich als Schlagmannschaft zu beginnen. Nachdem die indischen Eröffnungs-Batter KL Rahul und Mayank Agarwal für 12 bzw. 15 Runs ausschieden, konnten sich Cheteshwar Pujara und Kapitän Virat Kohli etablieren. Pujara verlor nach 43 Runs sein Wicket. Ihm folgten untr anderem Rishabh Pant mit 27 Runs und Shardul Thakur mit 12 Runs um Kohli zu unterstützen. Kohli verlor das vorletzte Wicket nach einem Half-Century über 79 Runs und kurz darauf endete das Innings nach 223 Runs. Beste Bowler für Südafrika waren Kagiso Rabada mit 4 Wickets für 73 Runs und Marco Jansen mit 3 Wickets für 55 Runs. Bevor der Tag beim Stand von 17/1 endete, verlor Südafrika noch ein Wicket. Am zweiten Tag konnte sich neben Keshav Maharaj Keegan Petersen etablieren. Maharaj verlor nach 25 Runs sein Wicket und wurde durch Rassie van der Dussen ersetzt, der 21 Runs bis zu seinem ausscheiden erzielte. Auch Temba Bavuma gelangen an der Seite von Petersen 28 Runs. Petersen verlor das drittletzte Wicket nach einem Half-Century über 72 Runs, bevor Kagiso Rabada und Duanne Olivier mit 15 und 10* Runs das Innings mit einem Rückstand von 13 Runs beendeten. Bester Bowler für Indien war Jasprit Bumrah mit 5 Wickets für 42 Runs. Bis zum Tagesende verlor Indien früh zwei Wicket und es war wieder Virat Kohli, der sich am Schlag etabliert hatte, als der Tag beim Stand von 57/2 endete. Am dritten Tag verlor Indien früh zwei weitere Wickets bis Kohli mit Rishabh Pant einen Partner fand. Zusammen konnten sie eine Partnerschaft über 97 Runs aufbauen, bevor Kohli nach 29 Runs ausschied. Die weiteren Batter konnten Pant keine Unterstützung mehr geben und so erreichte er mit 100* Runs aus 139 Bällen gerade noch ein Century, bevor das letzte Wicket fiel. Beste indische Bowler waren Marco Jansen mit 4 Wickets für 36 Runs, Lungi Ngidi mit 3 Wickets für 21 Runs und Kagiso Rabada mit 3 Wickets für 53 Runs. Südafrika eröffnete die Aufholjagd auf die Vorgabe über 212 Runs mit Aiden Markram und Kapitän Dean Elgar. Markram schied nach 16 Runs aus und wurde durch Keegan Petersen ersetzt. Zusammen erzielten Elgar und Petersen eine Partnerschaft über 78 Runs, bevor Elgar ausschied und der Tag beim Stand von 101/2 endete. Am vierten Tag kam Rassie van der Dussen an die Seite von Petersen, bevor dieser nach einem Fifty über 82 Runs sein Wicket verlor. Zusammen mit Temba Bavuma konnte dann van der Dussen die Vorgabe einholen. Van der Dussen hatte bis dahin 41* Runs erzielt und Bavuma 32* Runs. Die drei Wickets wurden für Indien von drei verschiedenen Spielern erzielt. Als Spieler des Spiels wurde Keegan Petersen ausgezeichnet.

## One-Day Internationals

### Erstes ODI in Paarl
| 19. Januar Scorecard | Paarl | Südafrika 296-4 (50)          | – | Indien 265-8 (50) |
|                      |       | Südafrika gewinnt mit 31 Runs |   |                   |

Südafrika gewann den Münzwurf und entschied sich als Schlagmannschaft zu beginnen. Von den Eröffnungs-Battern konnte sich Quinton de Kock etablieren und fand mit Kapitän Temba Bavuma einen Partner. De Kock schied nach 27 Runs aus und als nächster Batter konnte sich Rassie van der Dussen an der Seite von Bavuma etablieren. Bavuma und van der Dussen konnten eine Partnerschaft über 204 Runs erreichen, bevor Bavuma nach einem Century über 110 Runs aus 143 Bällen ausschied. Van der Dussen konnte das Innings ungeschlagen mit 129 Runs aus 96 Bällen beendeten und stellte somit Indien eine Vorgabe über 297 Runs. Bester Bowler für Indien war Jasprit Bumrah mit 2 Wickets für 48 Runs. Für Indien fand Eröffnungs-Batter Shikhar Dhawan den dritten Schlagmann Virat Kohli für eine Partnerschaft über 92 Runs. Dhawan schied nach einem Half-Century über 79 Runs aus und drei Over später tat dies auch Kohli mit 51 Runs. Ihnen folgten Rishabh Pant mit 16 und Shreyas Iyer mit 17 Runs, bevor Shardul Thakur ungeschlagene 50* Runs zum Abschluss des Innings erreichte, was jedoch 31 Runs zu wenig waren. Beste südafrikanische Bowler mit jeweils 2 Wickets waren Andile Phehlukwayo für 26 Runs, Tabraiz Shamsi für 52 Runs und Lungi Ngidi für 64 Runs. Als Spieler des Spiels wurde Rassie van der Dussen ausgezeichnet.

### Zweites ODI in Paarl
| 21. Januar Scorecard | Paarl | Indien 287-6 (50)               | – | Südafrika 288-3 (48.1) |
|                      |       | Südafrika gewinnt mit 7 Wickets |   |                        |

Indien gewann den Münzwurf und entschied sich als Schlagmannschaft zu beginnen. Als Eröffnungs-Batter konnten Kapitän KL Rahul und Shikhar Dhawan 63 Runs erreichen. Dhawan schied nach 29 Runs aus und als nächster Spieler konnte sich Rishabh Pant an der seite von Rahul etablieren. Zusammen erzielten sie eine Partnerschaft von 115 Runs, bevor Rahul nach 55 Runs und Pant nach 85 Runs innerhalb von zwei Overn ihre Wickets verloren. Nachdem Shreyas Iyer 11 Runs und Venkatesh Iyer 22 Runs erzielten, beendeten Shardul Thakur mit 40* Runs und Ravichandran Ashwin mit 25* Runs das Innings. Bester Bowler für Südafrika war Tabraiz Shamsi mit 2 Wickets für 57 Runs. Für Südafrika konnten die Eröffnungs-Batter Janneman Malan und Quinton de Kock eine Partnerschaft über 132 Runs erzielen. De Kock schied nach einem Fifty über 78 Runs aus und wurde durch Kapitän Temba Bavuma ersetzt. In der Folge schied Malan nach 91 Runs aus und kurz danach Bavuma nach 35 Runs. Die hineinkommenden Aiden Markram und Rassie van der Dussen konnten dann mit jeweils 37* Runs im vorletzten Over die Vorgabe der indischen Mannschaft einholen. Die drei Wickets wurden durch drei verschiedene indische Bowler erzielt. Als Spieler des Spiels wurde Quinton de Kock ausgezeichnet.

### Drittes ODI in Kapstadt
| 23. Januar Scorecard | Kapstadt | Südafrika 287 (49.5)         | – | Indien 283 (49.2) |
|                      |          | Südafrika gewinnt mit 4 Runs |   |                   |

Indien gewann den Münzwurf und entschied sich als Feldmannschaft zu beginnen. Von den südafrikanischen Eröffnungs-Battern konnte sich Quinton de Kock etablieren. An seiner Seite konnte Aiden Markram 15 Runs erzielen, bevor Rassie van der Dussen aufs Feld kam. Mit diesem gelang ihm eine Partnerschaft über 144 Runs, bevor er nach einem Century über 124 Runs aus 130 Bällen sein Wicket verlor. Kurz darauf schied auch van der Dussen nach einem Fifty über 52 Runs aus. Ihnen folgte David Miller mit 39 Runs und Dwaine Pretorius mit 20 Runs, bevor das letzte Wicket mit dem vorletzten Ball verloren wurde. Bester indischer Bowler war Prasidh Krishna mit 3 Wickets für 59 Runs. Für Indien konnte der Eröffnungs-Batter Shikhar Dhawan mit dem dritten Schlagmann Virat Kohli eine Partnerschaft über 98 Runs erreichen. Nachdem Dhawan nach 61 Runs sein Wicket verloren hatte, konnte sich Shreyas Iyer an der Seite von Kohli etablieren. Kohli schied nach 65 Runs aus und wurde durch Suryakumar Yadav ersetzt. Iyer erreichte danach 26 Runs und Yadav der kurz nach ihm ausschied 39 Runs. Daraufhin konnte sich Deepak Chahar etablieren und konnte ein Fifty über 54 Runs erreichen, bevor er ausschied und es den verbliebenen Spielern nicht gelang die Vorgabe Südafrikas einzuholen als sie im letzten Innings ihr letztes Wicket verloren. Die besten Bowler für Südafrika waren mit jeweils 3 Wickets Andile Phehlukwayo für 40 Runs und Lungi Ngidi für 58 Runs. Als Spieler des Spiels wurde Quinton de Kock ausgezeichnet.

## Auszeichnungen

### Player of the Series
Als Player of the Series wurden der folgende Spieler ausgezeichnet.
| Serie | Player of the Series |
| ----- | -------------------- |
| Test  | Keegan Petersen      |
| ODI   | Quinton de Kock      |

### Player of the Match
Als Player of the Match wurden die folgenden Spieler ausgezeichnet.
| Spiel   | Player of the Match   |
| ------- | --------------------- |
| 1. Test | KL Rahul              |
| 2. Test | Dean Elgar            |
| 3. Test | Keegan Petersen       |
| 1. ODI  | Rassie van der Dussen |
| 2. ODI  | Quinton de Kock       |
| 3. ODI  | Quinton de Kock       |